# Мироновка (приток Неи)
Мироновка — река в России, протекает по Антроповскому и Парфеньевскому районам Костромской области. Устье реки находится в 186 км от устья Неи по правому берегу. Длина реки составляет 10 км.
Начинается у деревни Макеево в 7 км восточнее посёлка Антропово. Течёт на северо-восток, впадает в Нею у деревни Солодихино.

## Данные водного реестра
По данным государственного водного реестра России относится к Верхневолжскому бассейновому округу, водохозяйственный участок реки — Унжа от истока и до устья, речной подбассейн реки — Бассей притоков Волги ниже Рыбинского водохранилища до впадения Оки. Речной бассейн реки — (Верхняя) Волга до Куйбышевского водохранилища (без бассейна Оки).
Код объекта в государственном водном реестре — 08010300312110000016157.